# Graphania beata
Graphania beata är en fjärilsart som beskrevs av Howes. 1906. Graphania beata ingår i släktet Graphania och familjen nattflyn. Inga underarter finns listade i Catalogue of Life.